# 九石
九石（さざらし）は、栃木県芳賀郡茂木町の大字。

## 地理

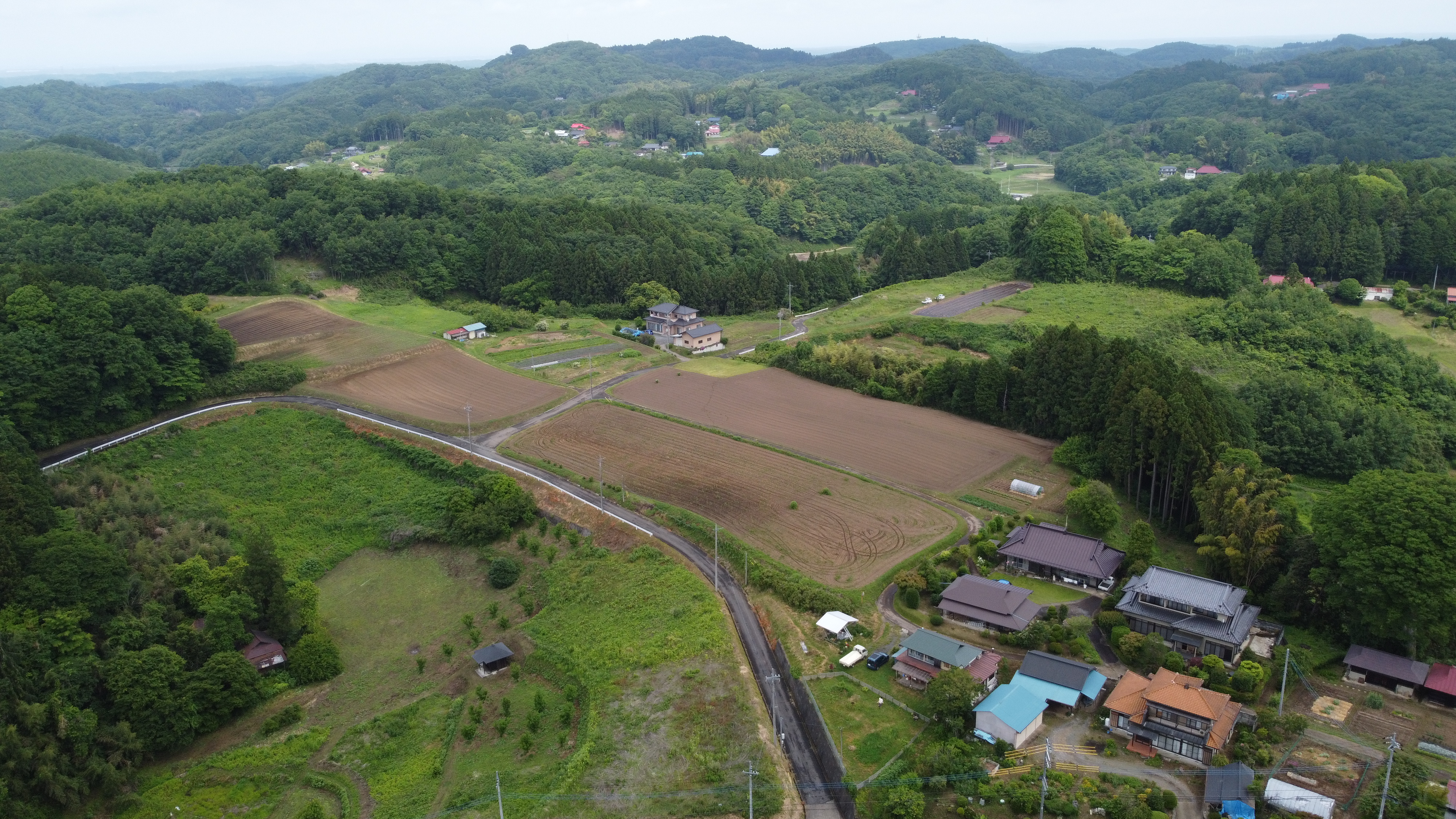
上空から見た九石古宿遺跡

九石は茂木町中心部の北西5kmに位置している。地内には水田11.3ha、畑13.3ha、山林48.3haほどある。部落のほとんどは西部の丘陵地に立地しており、東部には民家がない。地名は、村にある「駒爪石」が由来とされているが定かではない。全国的にも珍しい地名のため、角川出版の雑誌「短歌」の昭和55年（1980年）3月号の表紙にも取り上げられた。

## 歴史

### 縄文時代

#### 九石古宿遺跡（さざらしふるじゅくいせき）

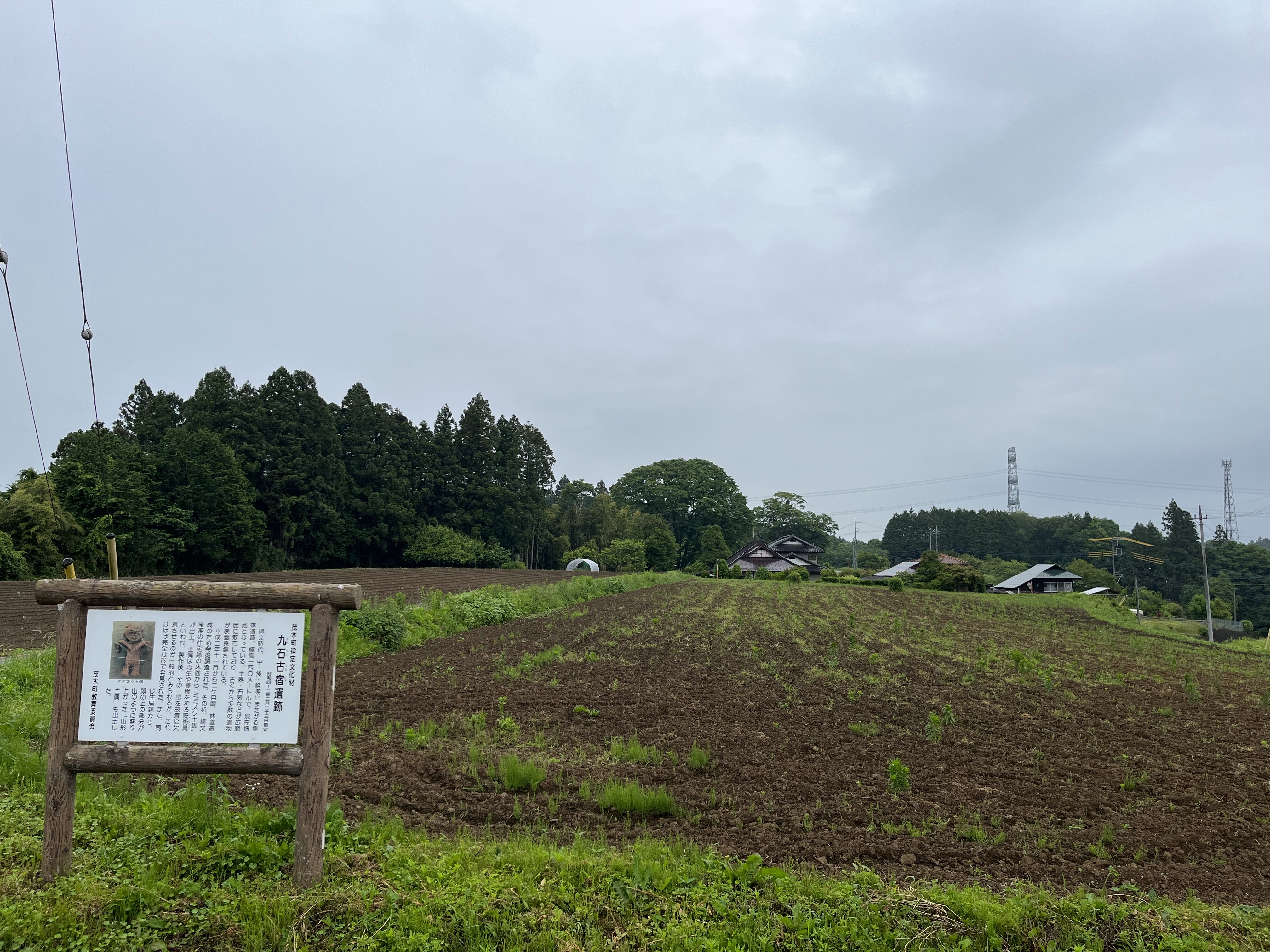
九石古宿遺跡

九石地内では縄文時代中期～晩期の大集落跡の九石古宿遺跡が確認されていて、これは町指定文化財に指定されている。所在地は茂木町九石字古宿で、茂木町市街地の北方の逆川支流塩田川源流付近に位置している。塩田川源流はいくつかの谷から成っていて、その谷を囲む尾根のうち標高170mの尾根上から南の谷にかけてが遺跡の範囲。この尾根は東西にも伸びており、西の最高点（標高199m）付近には、中世千本氏が一時期拠点とした九石城があり、東方には町指定文化財の通称「九石の欅」がある。
発掘調査は、1990年（平成2年）11月1日から1991年（平成3年）1月7日に、茂木町教育委員会が町農林道新設工事に伴う緊急発掘調査として行い、そこで縄文時代中期～後期の竪穴建物跡8軒・縄文時代の土坑3基・奈良時代の竪穴建物1軒などの遺構が確認された。また、出土した遺物は縄文時代早期～晩期の土器や石器などコンテナ約10箱分に及んだ。その中でも特筆すべきことは、ほぼ完形の「ミミズク土偶」と食物繊維を編んだ「籠」状のものが住居跡から出土したこと。現在の地形から判断した場合、当時の集落は尾根状の平坦面に形成され、南側の急斜面には住居が建てられなかったと推測された。しかし、発掘調査の結果、各時期に渡り多くの住居跡が確認されたため、集落の範囲や遺跡の時期が新たに判明することとなった。調査区の東側の比較的傾斜の緩い辺りには、尾根上から流れ込んだ黒色土が厚く堆積していて、ここの最下層の七本桜軽石を含む地層からは夏島式土器が多く出土。茂木町近辺では夏島式土器の出土の例はそれまでなかった。これにより、九石古宿遺跡は、縄文時代早期の夏島式期から人々が生活していたことが判明した。

### 古代
前述したように1990年～1991年（平成2～3年）にかけて行われた九石古宿遺跡の発掘調査で奈良時代の竪穴建物が1軒確認されている。旧須藤中学校の東方2km、県道御前山・芳賀線から南へ700m入った、小井戸に通じる町道の西側、標高170mの山地頂部の平坦地とその南側斜面に立地。出土した遺物は9世紀中頃のものとされる土師器の甕形土器。

### 中世
那須余一宗隆が那須家を継いだ際、その兄十郎為隆が須藤の地を貰い、1190年（建久元年）に所草に山口城を築城。その後、1193年（建久4年）に当地に九石城を築いた。しかし、2年後の1195年（建久6年）には、本拠が千本の教が丘城に移ったため九石城は廃れた。尚、現在も二重の土塁が残っており、すぐ東側の畑地には茂木町指定史跡の古宿遺跡がある。

#### 九石城（龍返城）

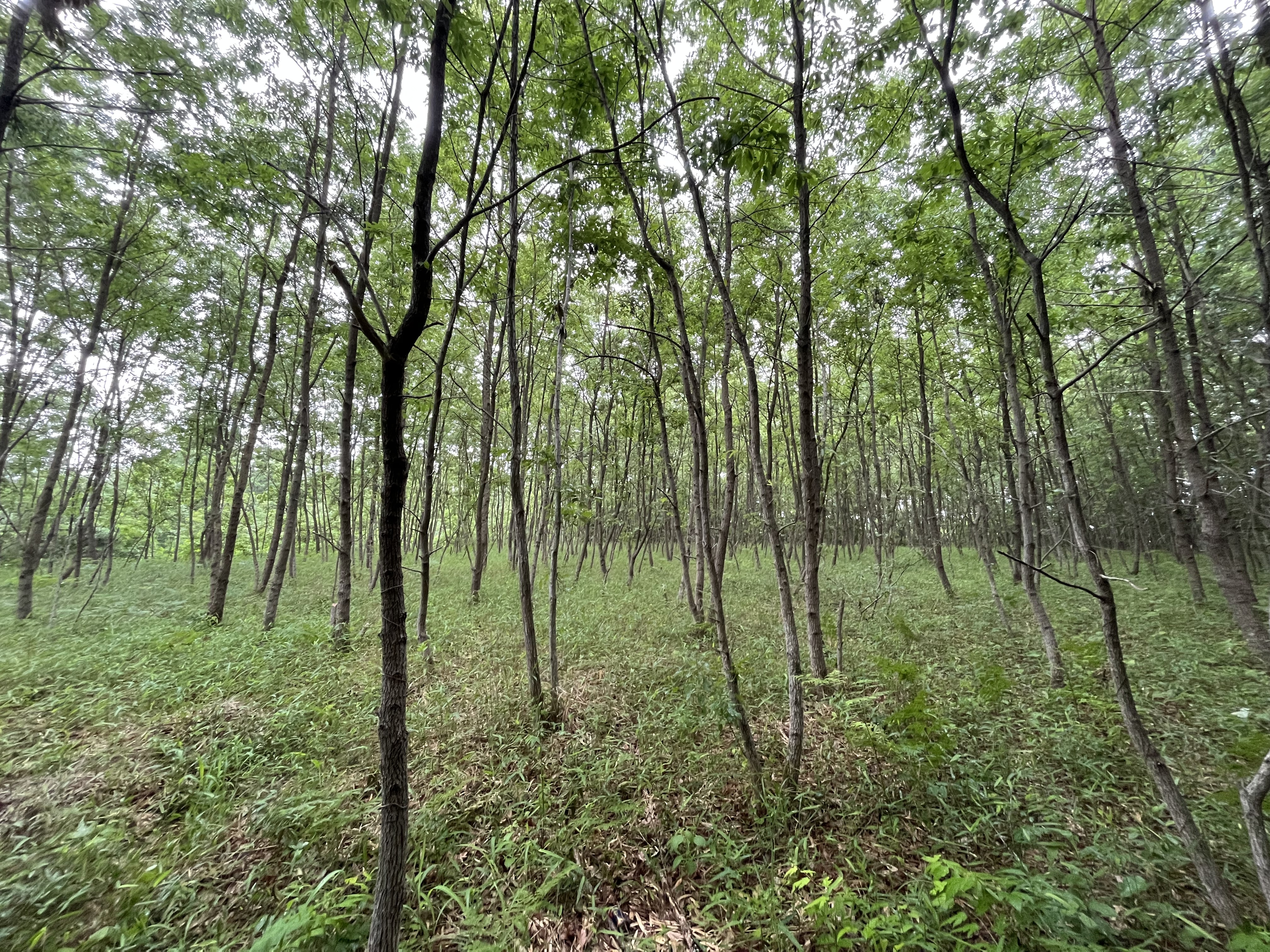
九石城跡地

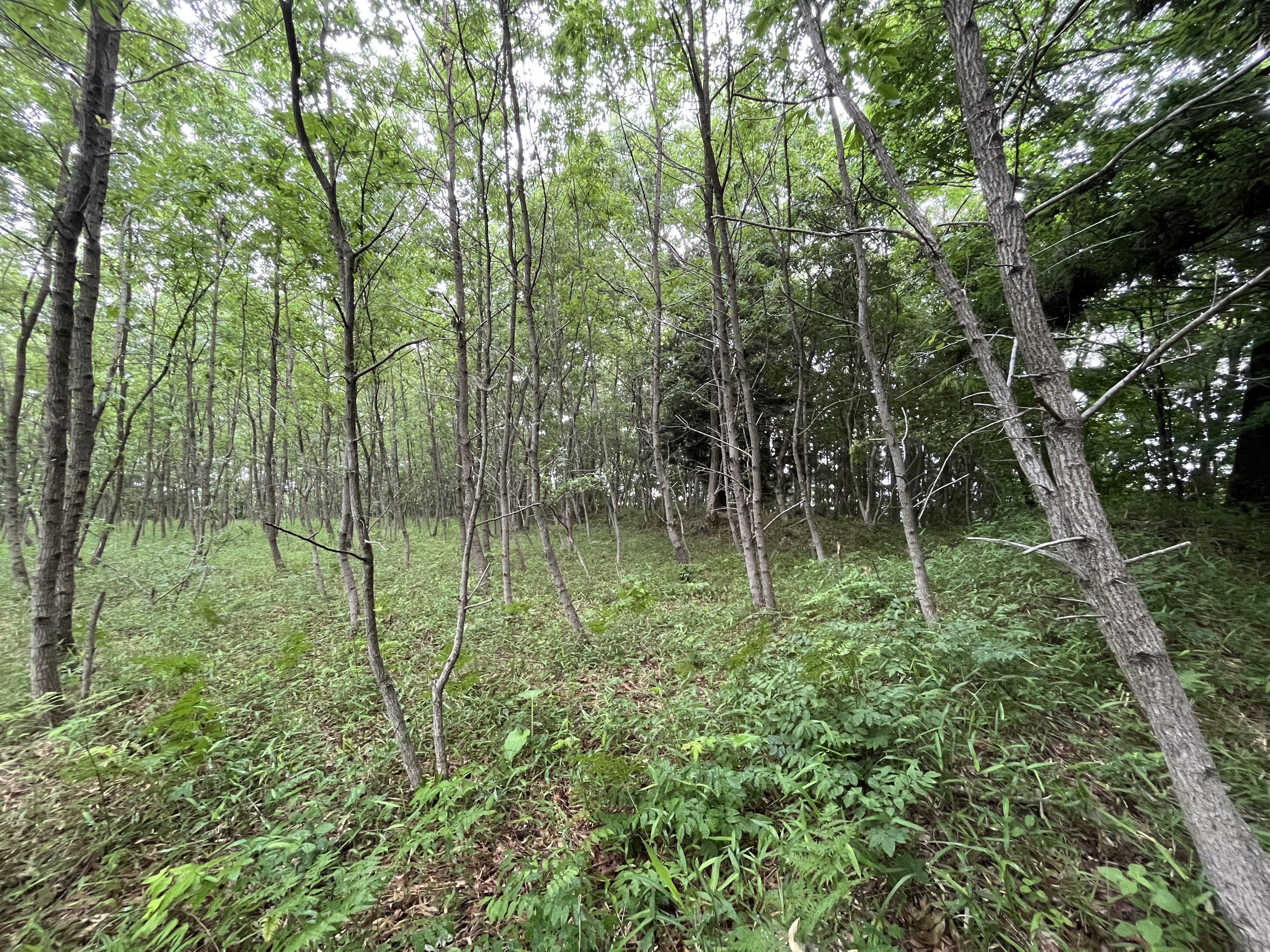
土塁

九石城は九石字古宿の西、平坦な丘陵地の山頂部分に位置する。標高199m地点の山林に城郭があり、北側に土塁が残存している。この山林の一部はかつて畑地として利用されていた。主郭は1辺約50mの方形で、周囲には約8mの腰曲輪を巡らしていて、尾根沿いの北東部と南西部に階段状の切り落としが確認されている。また北東部の尾根には帯曲輪が設けられている。虎口が東方の古宿側に置かれ、堀底道から曲輪までの高さは6m程。前述のように1193年（建久4年）の築城と伝えられており、戦国時代には千本城の出城の1つだった。また1492年（明応元年）に千本資持によって建立された長安寺（町田）が九石山の山号を持つことから、昔は九石城付近にあったが、移建されたものと推測されている。

### 近世
九石村は近世において、茂木藩領、天領と支配者が移り変わったが、1689年（元禄2年）以降は旗本梶川与惣平衛の領地だった。梶川氏は他に近隣の曲畑・黒田も領し、現在の九石雅司宅が、総庄屋「割元」の役割を担っていた。
石高制の社会であった近世において九石村の村高は、1648年（慶安元年）202石4斗2升4合、1701年（元禄14年）270石4斗3升7合、1834年（天保5年）207石4斗3升7合と、江戸中期にかけて一時は増加していたものの、幕末には江戸初期の水準に戻っている。この村高を基準に村ごとに年貢が賦課されていて、それに対し村は村役人を通じ惣百姓の連帯責任で年貢を上納していた。このように村全体で年貢を請け負うことから村請制度と呼ばれていた。村に対し年貢を賦課する文書を年貢割付状といい、主に10～11月に村役人（名主・組頭・惣百姓中など）宛に発給されていた。これを受け取った村役人は、惣百姓立ち会いのもとで、各百姓に所有高に応じ年貢を割り振り、その際にさまざまな帳簿が作成される。九石村では、1790年（寛政2年）に「田畑御年貢上納差引帳」を作成していて、これで各百姓の年貢の引き分と納入分を記録されていた。

#### 九石村の高札
近世、街道の宿場の要衝や名主の門前には、高札と呼ばれる立札が設けられていた。ここには法度や掟書、犯罪人の罪状などが記してあり、庶民の間に法令を周知徹底させ農民の支配の強化をするためのものだった。九石村の場合、名主の九石家の門前に高札場があったと云われている。九石では天和2年（1682年）5月の年号が記載された高札が確認されており、これはキリシタン禁制に関するものだった。この高札は、幕府が出した禁令を領主の旗本梶川半左衛門が受けて出したもの。これには、慶長年間より度々出されていた禁教令が、島原の乱以降広がった宗門改めも相まり、益々禁令が厳しく成っている背景があった。造りは木製で上部には掲げられるように金具が取り付けられている。文字は、長年風雪に晒されたため、はっきりとしていないが、墨がのっている部分だけ盛り上がっているため判読が可能だった。
検地によって年貢を定め、農民と土地を結びつけることを基本原則とする中、農民が土地を放棄し村を離れることは原則許されなかった。それでも特別な理由により農民が移動する必要がある場合は、それなりの手続きを経なければいけなく、婚姻の成立においても例外ではなかった。当地には、1808年（文化5年）に九石村名主富重から竹原村名主庄蔵へ出された婚姻に関する送り状が残っている。当送り状は、九石村の百姓平右衛門の娘が竹原村の百姓藤右衞門に嫁いだ際の文書。こういった送り状には当人の続柄・理由及び壇那寺名と宗派を記し、キリシタンでないことを証明するのが一般的で、この文書も同様な事柄が記されていた。この送り状により、九石村の宗門人別帳から娘の名前が除かれ、竹原村の宗門人別帳に名前が記載される。また、これとは別に互いの寺同士でも寺送り一札と呼ばれる送り状が取り交わされている。
祭礼において相撲は歌舞伎と並び盛んで、江戸時代前半期は、民衆を対象とした勧進相撲や辻相撲は幕府が禁止していたものの、元禄期の顕著な経済発展並びに町方人口の増加により、徐々に幕府の禁じた武家屋敷外での相撲が催されるようになっていった。茂木町域でもいくつか相撲に関する文書が確認されていて、年代は不詳であるが、九石にも九石裕家の「九石村角力興行につき案内状」という文書が残っており、当地でも相撲が行われ、人気を博していた。
近世中期以降、商品経済の発展により、農村に都市の華やかな風俗の影響が及び、実直に農業に勤しむ農民達を惑わせた。そのため、農民の中には田畑の耕作を放棄し、村を出て無宿となり、博打にのめりこむ者もいた。また、城下町・河岸場・在郷町などに子分を抱える博徒も現れ、関東の治安は大きく乱れた。これに対し各地の村々は、浪人や勧化などの横行に対応するため、領主の枠を超えた村同士の同盟である組合村を組織するようになった。1805年（文化2年）6月、勘定奉行石川左近将監忠房の命で、関東取締出役が設置された。これは八州廻りとも呼ばれ、関東の幕領・大名領・旗本領・寺社領を境なく廻村して、博徒や無宿の取締りに当たるというもの。1827年（文政10年）7月28日、この関東取締出役の久保寺欣兵衛が真岡町役人に、近々廻村することを通達。この時期に芳賀郡の村々の組合村編成が開始したとされている。

#### 漆産業
茂木町域での漆木の植栽は、烏山藩主大久保常春が1732年（享保17年）に植え付けを奨励して以降盛んになったとされている。九石村でも漆木の植栽が行われていて、1695年（元禄8年）の九石村木高帳によると、次郎兵衛ら41名の農民が漆木一本当たり米石換算、上漆7合・中漆6合・下漆5合で年貢を割り当てられていた。尚、この帳簿は1721年（享保6年）1月13日までの26年間に及び使用されていた。

#### 九石村の領主旗本梶川氏
旗本とは、知行高一万石未満の将軍直属の家臣「直参」のうち、将軍に御目見できる者のことを指し、梶川氏が九石村・木幡村・黒田村・芳賀郡芳志戸村（現芳賀町）・那須郡曲畑町（現南那須町）の五ヵ村を知行所とした1200石の旗本だった。寛政年間（1789年～1801年）、旗本は約5200人おり、そのうち約43%は知行地を与えられた地方知行取で、残りが給米を支給された蔵米取であった。旗本は、将軍直属の家臣である特性上、平時は老中や若年寄りなどの支配下で、諸役職に就いていた。尚、全ての旗本が役職に就けた訳でなく、約40%の旗本は役職のない「非役」だった。地方知行取の旗本のほとんどは江戸に居住し生活していたため、知行所村々の支配は、中心的村に陣屋を置き家臣を派遣したり、知行所の村役人に年貢の諸役の徴収をはじめとした全ての職務を任せるなど、石高の規模により違えど、家臣や村役人、在地の有力農民に委ねられていた。近世後期、梶川氏の5ヵ村では、九石村名主九石家（高津戸家）が割元名主となり、知行所村々の統括をおこなっていて、当主九石清兵衛は、領主梶川氏から苗字と帯刀を許され、中小姓格に任じられていた。
旗本は、知行所からの年貢米を換金し生活費に充てていたが、江戸での生活により出費は増える一方だった。また、拍車をかけて旗本の家計を圧迫したのが、自身の新しい役職への就任や冠婚葬祭、屋敷の補修費などの臨時の出費で、年貢米の増徴にも限界があるため、早い段階から旗本の財政は困窮しているケースが多かった。このように不足する財源を補うため、旗本は年貢を収穫以前に金納させる先納金や冠婚葬祭などの名目を付けた御用金の賦課が、知行所に対ししばしば行われていた。これに対し村々は、常に上納金が用意してある訳ではないため、裕福な農民や商人などから年貢を担保とし借金し上納していた。梶本氏の財政困窮の詳細は明らかになってはいないが、知行所に対し度々先納金を上納させていたことは確認されている。1782年（天明2年）の九石村に対する先納金証文では、翌年の田方年貢の先納を命じ金20両を上納させていて、梶川氏の家臣はこれを村形から借用する形を採用している。また、裏面には領主梶川与惣兵衛が裏書をして文書の内容を保証していた。これに限らず知行所村々には、先納金の他に御用金や賄い金が賦課され、これらを上納するため水戸徳川家の名目貸付金を利用したり、近郷の烏生田村の名主小森源四郎の金銭融通も受けているような状態だった。

### 近代

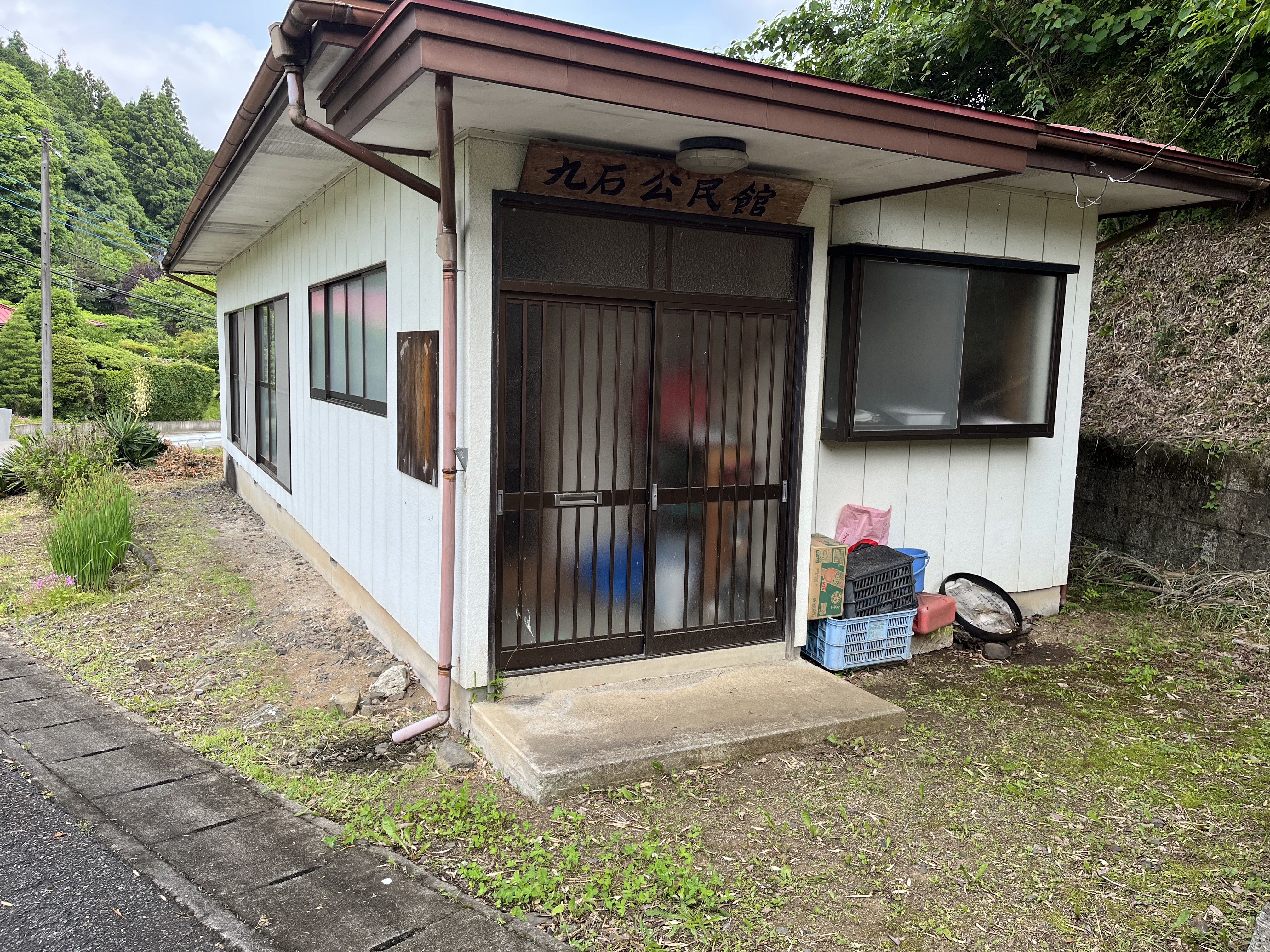
九石公民館

1876年（明治9年）時点で、地内に九石・大瀬・烏生田・所草・竹原を管轄とする、九石戸長役場が設置されており近郷をまとめる村だった。1885年（明治18年）には千本戸長役場と合併。また1889年（明治22年）からは須藤村に属した。
近代初期、茂木町には17の小学校が設置されていた。九石村の児童は、大瀬村に置かれていた本務館に通学。尚、本務館は九石村・大瀬村・大畑村・竹原村・烏合田村・所草村の6ヵ村の連合で設けられた小学校。また同校では、生徒の通学の便から分舎問題が生じ、6ヵ村の協議のもと、九石村に本務館の分舎設置が決まった。初等科3年課程で通学先を本校か分舎を選択でき、進級試験は本校で行うこととしていた。

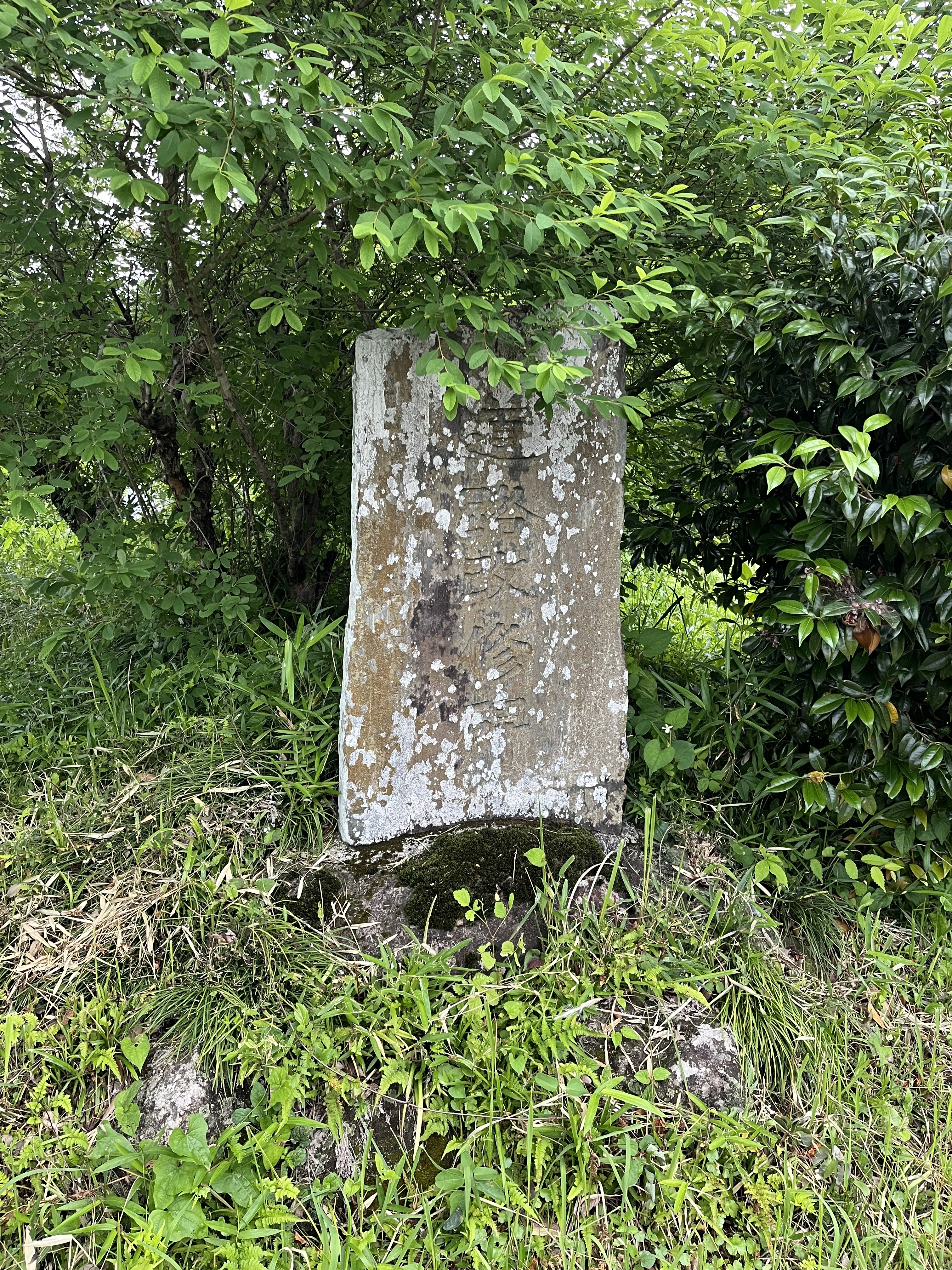
道路改修碑

1923年（大正12年）の関東大震災や1927年（昭和2年）の金融恐慌の煽りを受け、農産物価格が下落し農民の生活が困窮したことから、各市町村長は農村救済運動に着手。国や県が補助金を支給し、昭和7～9年の3ヵ年に渡る土木事業を通して、農民に労働収入を与える事と共に耕地改良による生産向上を図られた。当事業は、経済上最も有利で労働力の多いものを選ぶこと、工事に従事する労働者はその村で農業に従事していて、生活が困窮している人を優先的に使用する事とし、県は事業の4分の3を補助した。九石周辺では九石-烏合田線の延長430m工事が行われた。工費は2,400円。更に昭和8年度にも、九石地内で九石-烏合田線で368mの延長・道路改修工事（事業費1,100円）を行い、土木工事を通して農村の振興を図った。

## 名所・寺社

### 高靇神社

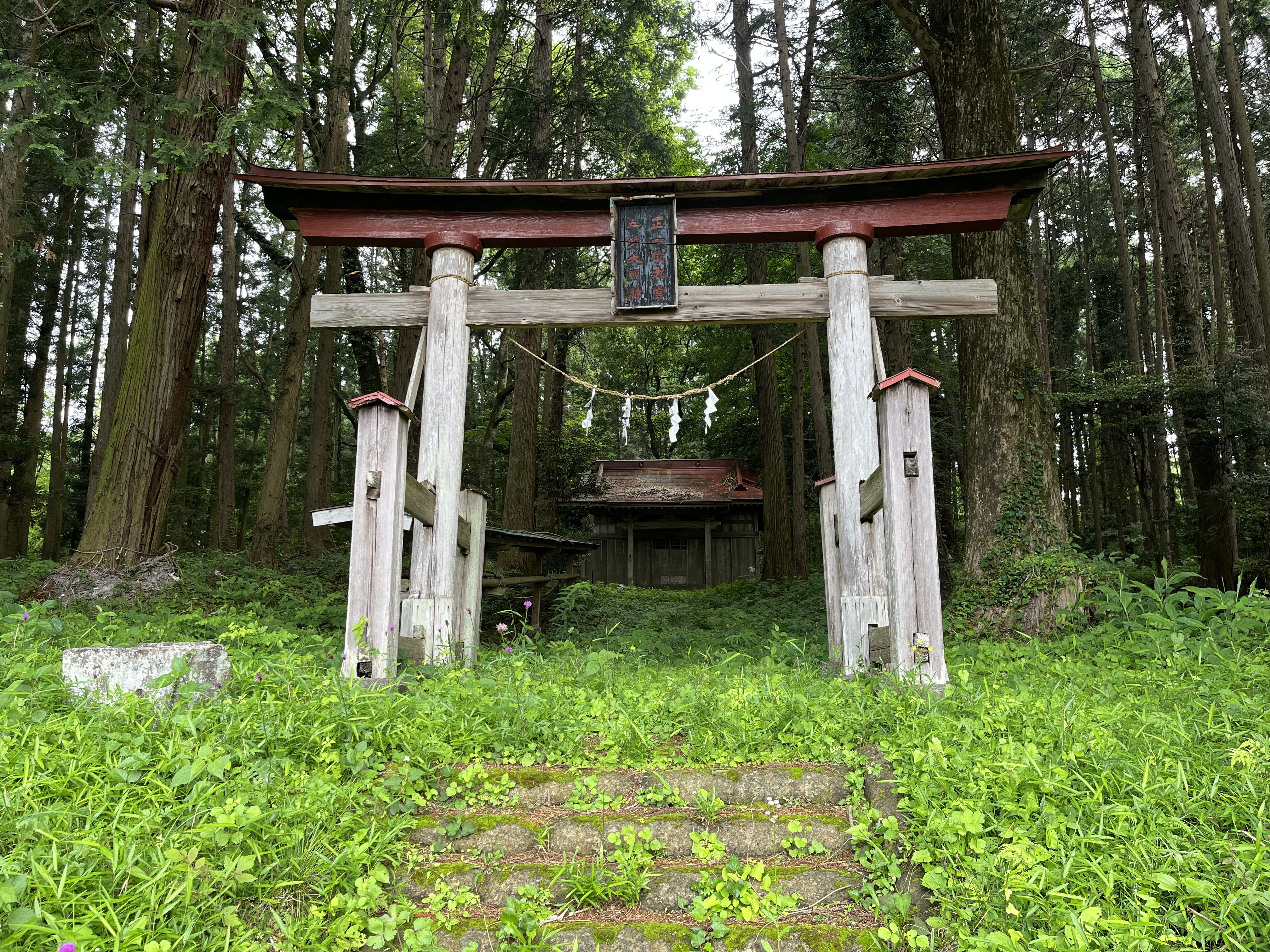
高靇神社

高靇（たかお）神社は、村の中央の丘陵上に位置する神社で、祭神は正一位太官五所大明神。創立年代は不明。所在地は茂木町九石142。毎年12月18日に祭りが催される。尚、古くは9月28日に行われていた。当神社名物の儀式として強飯の儀がある。ここでは厳島神社龍の大きなしめ縄と2升の飯米を5つの大椀に盛られ食べ合う。言い伝えによると、1191年（建久2年）、那須十郎為隆が九石に居城を構えた際に鬼門除神として祀ったと云う。1525年（大永5年）、大修築が行われた。1709年（宝永6年）には、神社に与えられる神位のうち最高位にあたる正一位を賜る。古くは大宮五所大明神と称されていたが、明治時代に入り高靇神社と改称された。1920年（大正9年）に村社となる。

### 菅原神社

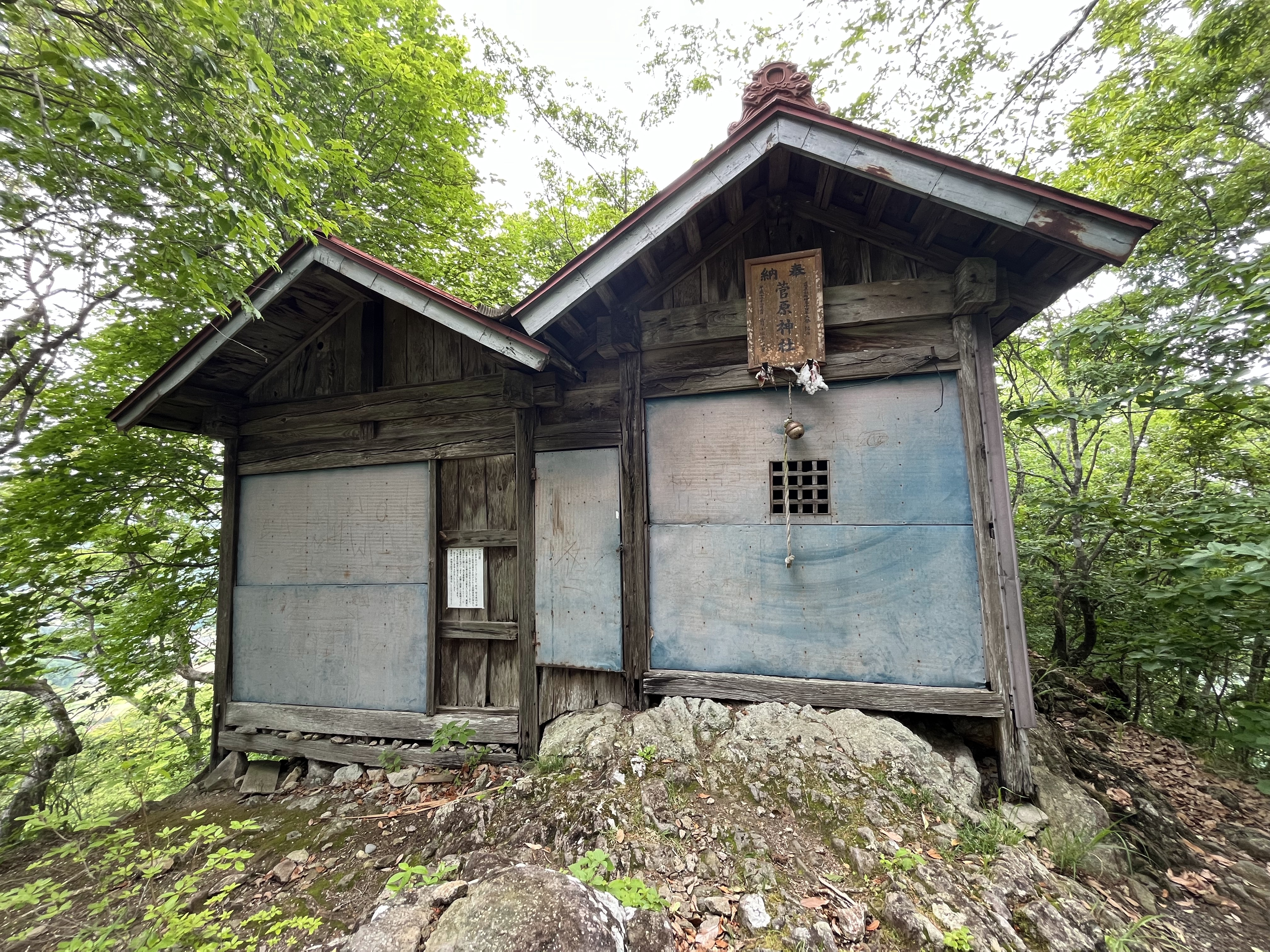
菅原神社

菅原神社は九石の東端に位置する鎌倉山頂にある神社。。創立年不詳だが、江戸末期の頃に明顕和尚が建立したとされている。所在地は茂木町九石637。昭和後期時点、ここを文芸仲間や受験生などが崇敬していたと云う。またこの山頂から見下した光景は、那珂川が激しく侵食した様子で、これは関東の耶馬渓と称えられている。

### 九石の欅

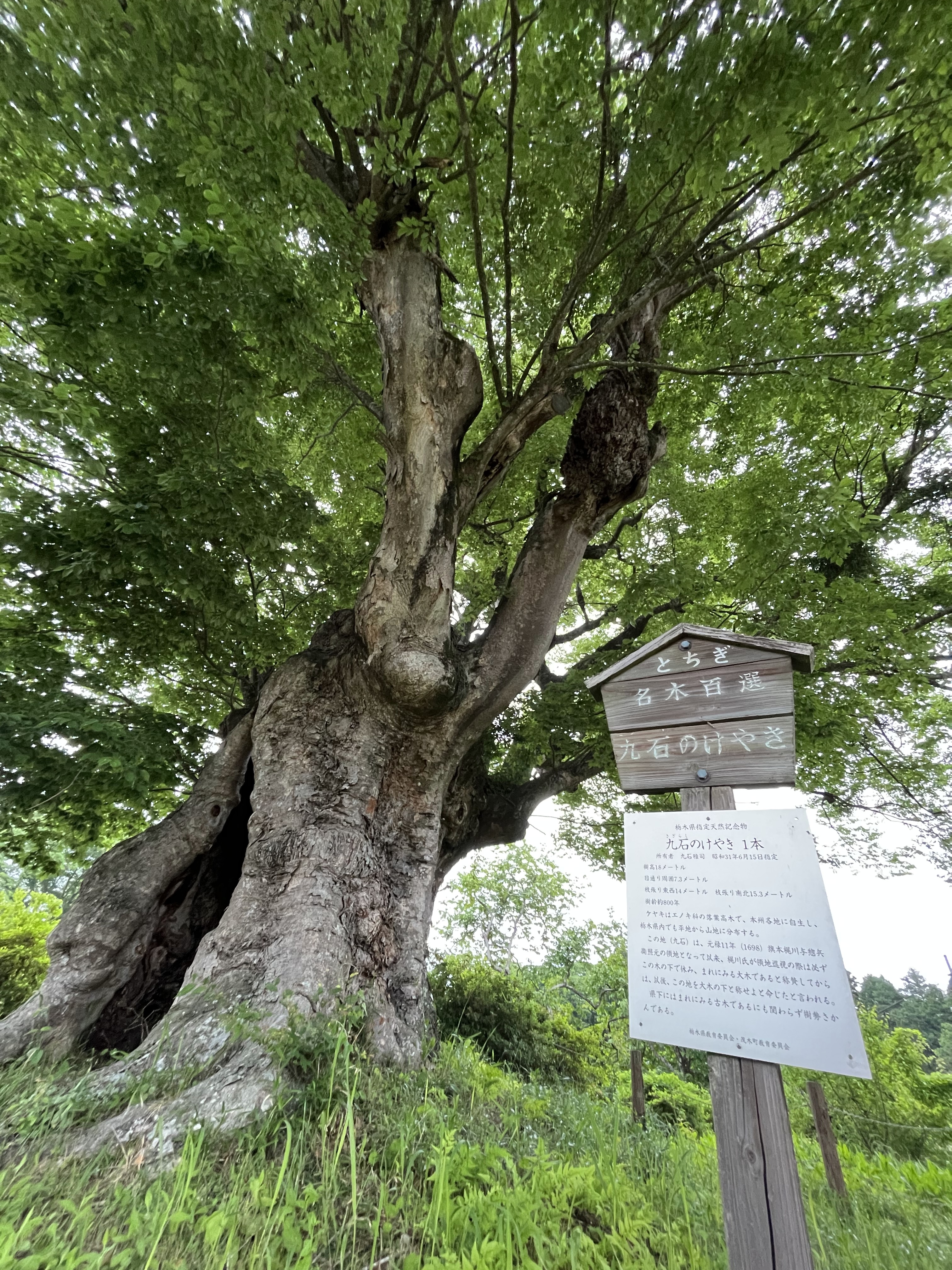
九石の欅

九石の欅は、茂木-大瀬への道の峠に位置する県指定の天然記念物。樹齢は約800年。幹下には空洞がある。享保年間（1716年～1735年）に領主梶川氏が巡村の際、この木の下で休息したと云われている。

## 文化・暮らし

### 長屋門
近世において、門の造営には住人の身分により厳しい制限があり、名主などを除いては建てることが禁じられていた。しかし、幕末の頃になると農民の経済力が向上し、明治以降は制限が解除され長屋門や四脚門が増加した。当初、長屋門は武家屋敷に用いられたとされており、両側に家臣の住む部屋が置かれていてた。時代が変わり、農家で長屋門が造られるようになると、片方に座敷、もう一方に倉や納屋を配置する家が多くなり、長屋門は門としての機能だけでなく、住居や収納スペースとしての役割も担っていた。内部は2階建てもしくは物置にする3階が設けられており、 1階は隠居部屋として利用し、2階は養蚕や葉タバコの保存などに利用していた。現代に入ってからは、養蚕や葉タバコの生産を行う農家が減ったため、農機具置き場として長屋門を利用されている。茂木町では60以上の長屋門が確認されており、九石では1対の長屋門が確認されている。